# Papirus 19
Papirus 19 (według numeracji Gregory-Aland), ε 025 (von Soden), oznaczany symbolem {\displaystyle {\mathfrak {P}}^{19}} – grecki rękopis Nowego Testamentu pisany na papirusie, w formie kodeksu. Paleograficznie datowany jest na IV/V wiek. Zawiera fragmenty Ewangelii Mateusza.

## Opis
Zachowała się tylko jedna karta kodeksu z tekstem Ewangelia Mateusza 10,32-11,5. Karta jest nienaruszona z góry i dołu, lecz uszkodzona po bokach.

## Tekst
Tekst grecki reprezentuje aleksandryjski typ tekstu, Kurt Aland zaklasyfikował go do kategorii II.

## Historia
Rękopis odkryty został przez Grenfella i Hunta, którzy opublikowali jego tekst w 1912 roku. Na liście papirusów znalezionych w Oxyrhynchus znajduje się na pozycji 1070. Caspar René Gregory umieścił go na liście rękopisów Nowego Testamentu, w grupie papirusów, dając mu numer 19. Jest ostatnim papirusem sklasyfikowanym przez Gregory'ego (1915).
Rękopis przechowywany jest w Bodleian Library (Gr. bibl. d. 6 (P)) w Oksfordzie.